# Mario Tennis Aces
Mario Tennis Aces – tenisowa gra wideo stworzona przez Camelot Software Planning i opublikowana przez Nintendo na Nintendo Switch. Gra jest częścią serii Mario Tennis. Gra została opublikowana 22 czerwca 2018 roku. Gra sprzedała się do końca 2019 w ponad trzech milionach kopii, przez co jest jedną z najlepiej sprzedających się gier na Switchu.

## Wydanie
Gra została ogłoszona podczas prezentacji Nintendo Direct w styczniu 2018. Darmowy turniej online używający wersję próbną gry odbył się w dniach 1-3 czerwca 2018.

## Przyjęcie
Mario Tennis Aces otrzymało ocenę 75/100 w serwisie Metacritic.

### Sprzedaż
Aces sprzedało się w ponad 247 tys. fizycznych egzemplarzach w ciągu pierwszego miesiąca sprzedaży w Japonii. Do marca 2019 liczba kopii przekroczyła ponad 2.64 miliony, co czyni ją najlepiej sprzedająca się grą z serii Mario Tennis. Do marca 2019 gra sprzedała się w Japonii w 550 tys. kopii. 2020 CESA Games White Papers ujawniło, że Mario Tennis Aces sprzedało się do dnia 31 grudnia 2019 w 3.06 milionach egzemplarzy.